# Samuel D. Lecompte
Pour les articles homonymes, voir Lecompte.
Samuel D. Lecompte (13 décembre 1814 - 24 avril 1888) joua un rôle important dans l'histoire du Kansas, lorsqu'en octobre 1854 le président des États-Unis Franklin Pierce le nomma juge en chef du Territoire du Kansas, nouvellement créé, position qu'il conservera jusqu'en 1859.
Né dans le comté de Dorchester, dans le Maryland, il étudia les lois en compagnie du juriste prestigieux Henry Page, puis fit élire à la chambre de l'état du Maryland mais fut battu en 1850, en tant que candidat démocrate aux élections nationales.
Il ouvrit un cabinet d'avocat à Leavenworth, devint président de la "Lecompton Town Company" et obtint que la ville soit choisie pour construire le capitole de l'état, avec l'aide du docteur Aristide Rodrigue, fils de réfugiés français de Saint-Domingue en Amérique.
Il reçut l'aide de John Stringfellow pour la création de Université du Kansas à Leavenworth et s'impliqua dans diverses compagnies ferroviaires comme la Kansas Central Railroad Company, la Leavenworth, Pawnee and Western Railroad Company et la Leavenworth and Lecompton Railroad Company. Il rejoignit le Parti républicain après la Guerre de Sécession.